# 펠로폰네소스주
펠로폰네소스주(Πελοπόννησος)는 그리스 남부의 주로 주도는 트리폴리이며 면적은 15,489.96km2, 인구는 577,903명(2011년 기준), 인구 밀도는 37명/km2이다.
펠로폰네소스반도의 일부를 형성하며 북쪽으로 서그리스주와 접하며, 북동쪽으로 아티키주와 만난다. 펠로폰네소스주에는 아르카디아현, 아르골리다현, 코린티아현, 라코니아현, 메시니아현이 있다.